# Cabinet medical

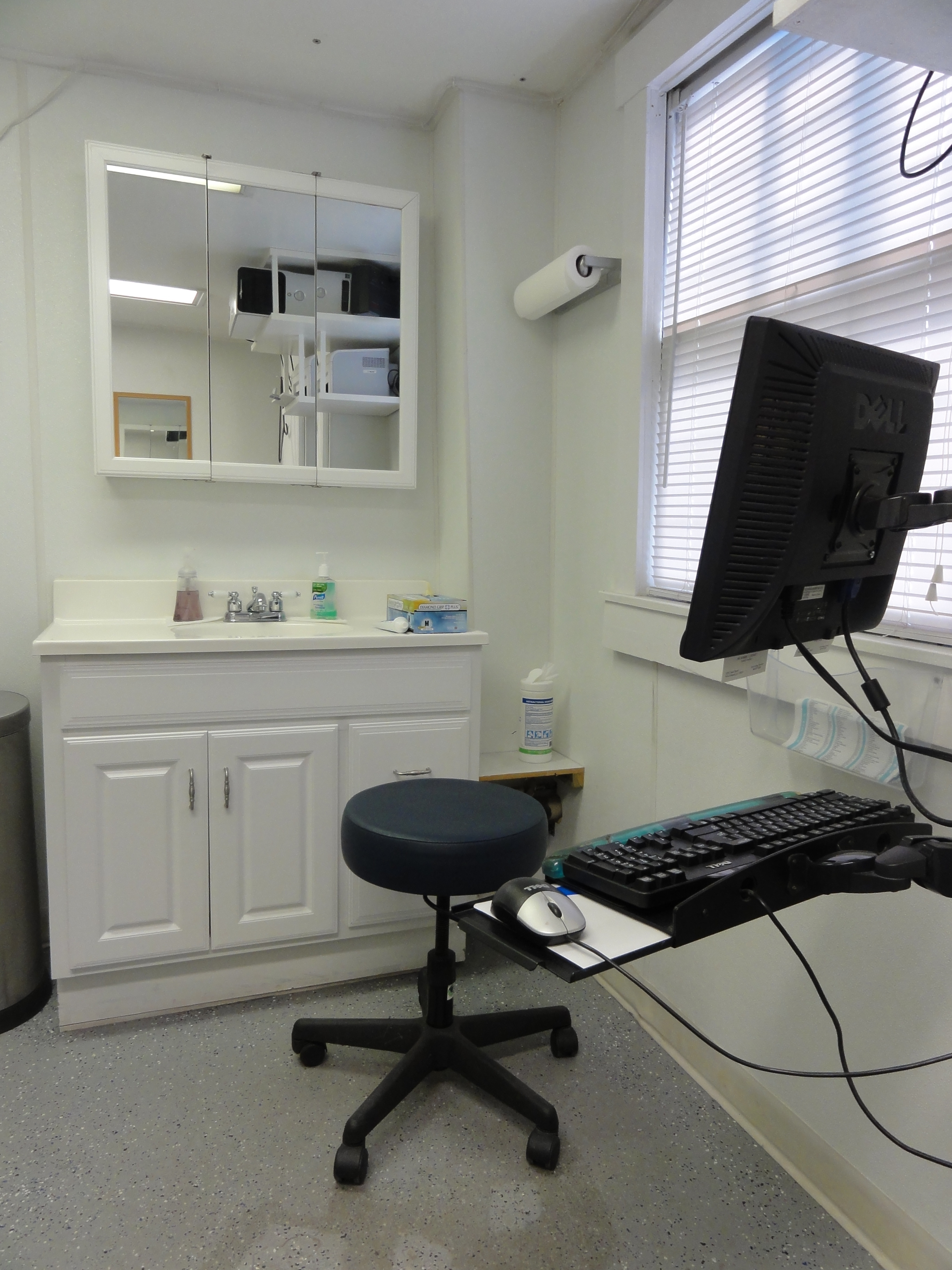
Cabinet medical în New Orleans

 Cabinetul medical este unitatea cu sau fără personalitate juridică, furnizoare de servicii publice, de stat sau private, de asistență medicală umană preventivă, curativă, de recuperare și de urgență. În cabinetul medical serviciile de sănătate se realizează de medici de medicină generală – medici de familie, medici stomatologi, medici specialiști și alte categorii de personal medical autorizat. De regulă, un cabinet medical cuprinde o sală de așteptare pentru pacienți și aparținători și o cameră în care se desfășoară actul medical propriu-zis. Dotările unui cabinet variază în funcție de tipul cabinetului, locația acestuia și tipul de medic practicant în cabinet. Printre obiectele ce pot fi găsite într-un cabinet medical se numără patul pentru îngrijire, chiuveta, scaunul și diversele accesorii medicale (tensiometru, stetoscop, termometru, ciocan de reflexe, seringi de unică folosință etc.).

## Tipuri de cabinete medicale
Pentru a-și practica profesia, medicii își pot înființa cabinetul medical în una dintre următoarele forme:
- cabinet medical individual – în care medicul titular își exercită profesia;
- cabinete medicale grupate – în care mai multe cabinete individuale își creează facilități economice și își păstrează individualitatea în relațiile cu terții;
- cabinete medicale asociate – în care mai multe cabinete medicale s-au asociat pentru a exercita în comun, în beneficiul pacienților, servicii medicale complete;
- societate civilă medicală – este formată din cel puțin doi medici asociați.